# Stavok, Kostopil
Stavok (în ucraineană Ставок) este un sat în comuna Zvizdivka din raionul Kostopil, regiunea Rivne, Ucraina.

## Demografie
Componența lingvistică a localității Stavok
     Ucraineană (100%)
Conform recensământului din 2001, toată populația localității Stavok era vorbitoare de ucraineană (100%).